# 1959年モナコグランプリ
1959年モナコグランプリ (1959 Monaco Grand Prix) は、1959年のF1世界選手権の開幕戦として、1959年5月10日にモンテカルロ市街地コースで開催された。
17回目のモナコグランプリは100周、314.5kmで行われた。

## レース概要
本来開幕戦となるはずだったアルゼンチンGPが財政的な理由で中止となったため、当レースが開幕戦となった。1957年から1958年の度重なる死亡事故や大物ドライバーの引退などで数多くのエースが去ったことにより、チャンピオン経験者が不在という状況で開幕を迎えた。
スターリング・モスはヴァンウォールの撤退により再び移籍を強いられることになり、前年のアルゼンチンGPでの優勝以来親密な間柄となっていたロブ・ウォーカー・レーシングチームで主に参戦することになった。フェラーリは前年同様246を使用するが、ドライバーは前年の相次ぐ事故死やマイク・ホーソーンの引退（引退後の1月に事故死）により、トニー・ブルックス（ヴァンウォールから）、ジャン・ベーラ（BRMから）、クリフ・アリソン（ロータスから）が移籍加入した。クーパーは新車T51を投入し、搭載されるコヴェントリー・クライマックスFPFエンジンは排気量が2.5Lにアップした。ドライバーはジャック・ブラバム、マステン・グレゴリー、ブルース・マクラーレンの3台体制。BRMはP25、ロータスは16を引き続き使用する。ポルシェはF2用の新車718（空冷水平対向4気筒エンジンをミッドシップ搭載）で当レースに参加した。
レース序盤はベーラがトップを走り、モスとブラバムが追走するが、ベーラは25周目にエンジントラブルでリタイアした。代わってモスがトップに立ったが、レース終盤に差し掛かった82周目にトランスミッションのトラブルでリタイアとなった。これでブラバムがトップに立ち、F1初勝利（クーパー・ワークスにとってもF1初勝利）を飾った。20秒差の2位にブルックス、前年のモナコGPの勝者モーリス・トランティニアン（前年同様ロブ・ウォーカーのクーパーを走らせた）が2周遅れの3位となった。マクラーレンは5位で初入賞を果たした。

## エントリーリスト
| No.     | ドライバー                                          | エントラント                                 | コンストラクター | シャシー | エンジン                       |
| ------- | --------------------------------------------------- | -------------------------------------------- | ---------------- | -------- | ------------------------------ |
| 2       | ヴォルフガング・ザイデル 1                          | スクーデリア・コロニア                       | ポルシェ         | 718      | ポルシェ 547/3 1.5L F4         |
| 4       | マリア・テレーザ・デ・フィリッピス ジョゼ・ベーラ 2 | ポルシェ KG                                  | ポルシェ         | ベーラ   | ポルシェ 547/3 1.5L F4         |
| 6       | ヴォルフガング・フォン・トリップス                  | ポルシェ KG                                  | ポルシェ         | 718      | ポルシェ 547/3 1.5L F4         |
| 8       | フリッツ・ドーリー 1                                | スクーデリア・セントロ・スッド               | マセラティ       | 250F     | マセラティ 250F1 2.5L L6       |
| 10      | ルシアン・ビアンキ                                  | エキップ・ナツィオナーレ・ベルゲ             | クーパー         | T51      | クライマックス FPF 1.5L L4     |
| 12      | アラン・ド・シャニュイ                              | エキップ・ナツィオナーレ・ベルゲ             | クーパー         | T51      | クライマックス FPF 1.5L L4     |
| 14      | ジャン・ルシアンボネ                                | ジャン・ルシアンボネ                         | クーパー         | T45      | クライマックス FPF 1.5L L4     |
| 16      | ハリー・シェル                                      | オーウェン・レーシング・オーガニゼーション   | BRM              | P25      | BRM P25 2.5L L4                |
| 18      | ヨアキム・ボニエ                                    | オーウェン・レーシング・オーガニゼーション   | BRM              | P25      | BRM P25 2.5L L4                |
| 20      | ロン・フロックハート                                | オーウェン・レーシング・オーガニゼーション   | BRM              | P25      | BRM P25 2.5L L4                |
| 22      | ブルース・マクラーレン                              | クーパー・カー・カンパニー                   | クーパー         | T51      | クライマックス FPF 2.5L L4     |
| 24      | ジャック・ブラバム                                  | クーパー・カー・カンパニー                   | クーパー         | T51      | クライマックス FPF 2.5L L4     |
| 26      | マステン・グレゴリー                                | クーパー・カー・カンパニー                   | クーパー         | T51      | クライマックス FPF 2.5L L4     |
| 28      | ブライアン・ホワイトハウス 1                        | バーニー・エクレストン                       | クーパー         | T43      | クライマックス FPF 2.5L L4     |
| 30      | スターリング・モス                                  | RRC ウォーカー・レーシングチーム             | クーパー         | T51      | クライマックス FPF 2.5L L4     |
| 32      | モーリス・トランティニアン                          | RRC ウォーカー・レーシングチーム             | クーパー         | T51      | クライマックス FPF 2.5L L4     |
| 34      | アイヴァー・ビューブ                                | ブリティッシュ・レーシング・パートナーシップ | クーパー         | T51      | クライマックス FPF 1.5L L4     |
| 36      | ポール・エメリー 1                                  | エメリソン・カーズ                           | クーパー         | T51      | アルタ GP 2.5L L4              |
| 38      | ロイ・サルヴァドーリ                                | ハイ・エフィシエンシー・モータース           | クーパー         | T45      | マセラティ 250S 2.5L L4        |
| 40      | グラハム・ヒル                                      | チーム・ロータス                             | ロータス         | 16       | クライマックス FPF 2.5L L4     |
| 42      | ピート・ラヴリー                                    | チーム・ロータス                             | ロータス         | 16       | クライマックス FPF 2.5L L4     |
| 44      | ブルース・ハルフォード                              | ジョン・フィッシャー                         | ロータス         | 16       | クライマックス FPF 1.5L L4     |
| 46      | ジャン・ベーラ                                      | スクーデリア・フェラーリ                     | フェラーリ       | 246      | フェラーリ Tipo155 2.4L V6     |
| 48      | フィル・ヒル                                        | スクーデリア・フェラーリ                     | フェラーリ       | 246      | フェラーリ Tipo155 2.4L V6     |
| 50      | トニー・ブルックス                                  | スクーデリア・フェラーリ                     | フェラーリ       | 246      | フェラーリ Tipo155 2.4L V6     |
| 52      | クリフ・アリソン                                    | スクーデリア・フェラーリ                     | フェラーリ       | 156(F2)  | フェラーリ ディーノ156 1.5L V6 |
| 54      | ジョルジオ・スカルラッティ                          | スクーデリア・ウゴリーニ                     | マセラティ       | 250F     | マセラティ 250F1 2.5L L6       |
| 56      | アンドレ・テスツー                                  | モンテカルロ・オートスポーツ                 | マセラティ       | 250F     | マセラティ 250F1 2.5L L6       |
| 58      | ケン・カバナ 1                                      | ケン・カバナ                                 | マセラティ       | 250F     | マセラティ 250F1 2.5L L6       |
| ソース: |                                                     |                                              |                  |          |                                |

追記
- タイヤは全車ダンロップ
- ^1 - エントリーしたが出場せず
- ^2 - リザーブドライバー

## 結果

### 予選
| 順位    | No. | ドライバー                         | コンストラクター        | タイム | 差     |
| ------- | --- | ---------------------------------- | ----------------------- | ------ | ------ |
| 1       | 30  | スターリング・モス                 | クーパー-クライマックス | 1:39.6 | －     |
| 2       | 46  | ジャン・ベーラ                     | フェラーリ              | 1:40.0 | + 0.4  |
| 3       | 24  | ジャック・ブラバム                 | クーパー-クライマックス | 1:40.1 | + 0.5  |
| 4       | 50  | トニー・ブルックス                 | フェラーリ              | 1:41.0 | + 1.4  |
| 5       | 48  | フィル・ヒル                       | フェラーリ              | 1:41.3 | + 1.7  |
| 6       | 32  | モーリス・トランティニアン         | クーパー-クライマックス | 1:41.7 | + 2.1  |
| 7       | 18  | ヨアキム・ボニエ                   | BRM                     | 1:42.3 | + 2.7  |
| 8       | 38  | ロイ・サルヴァドーリ               | クーパー-マセラティ     | 1:42.4 | + 2.8  |
| 9       | 16  | ハリー・シェル                     | BRM                     | 1:43.0 | + 3.4  |
| 10      | 20  | ロン・フロックハート               | BRM                     | 1:43.1 | + 3.5  |
| 11      | 26  | マステン・グレゴリー               | クーパー-クライマックス | 1:43.2 | + 3.6  |
| 12      | 6   | ヴォルフガング・フォン・トリップス | ポルシェ                | 1:43.8 | + 4.2  |
| 13      | 22  | ブルース・マクラーレン             | クーパー-クライマックス | 1:43.9 | + 4.3  |
| 14      | 40  | グラハム・ヒル                     | ロータス-クライマックス | 1:43.9 | + 4.3  |
| 15      | 52  | クリフ・アリソン                   | フェラーリ              | 1:44.4 | + 4.8  |
| 16      | 44  | ブルース・ハルフォード             | ロータス-クライマックス | 1:44.8 | + 5.2  |
| 17      | 34  | アイヴァー・ビューブ               | クーパー-クライマックス | 1:44.9 | + 5.3  |
| 18      | 54  | ジョルジオ・スカルラッティ         | マセラティ              | 1:45.0 | + 5.4  |
| 19      | 10  | ルシアン・ビアンキ                 | クーパー-クライマックス | 1:45.4 | + 5.8  |
| 20      | 12  | アラン・ド・シャニュイ             | クーパー-クライマックス | 1:45.4 | + 5.8  |
| 21      | 4   | マリア・テレーザ・デ・フィリッピス | ポルシェ                | 1:47.8 | + 8.2  |
| 22      | 42  | ピート・ラヴリー                   | ロータス-クライマックス | 1:47.9 | + 8.3  |
| 23      | 14  | ジャン・ルシアンボネ               | クーパー-クライマックス | 1:50.9 | + 11.3 |
| 24      | 56  | アンドレ・テスツー                 | マセラティ              | 1:59.1 | + 19.5 |
| ソース: |     |                                    |                         |        |        |

追記
- 上位16台が決勝進出

### 決勝
| 順位    | No. | ドライバー                         | コンストラクター        | 周回数 | タイム/リタイア原因 | グリッド | ポイント |
| ------- | --- | ---------------------------------- | ----------------------- | ------ | ------------------- | -------- | -------- |
| 1       | 24  | ジャック・ブラバム                 | クーパー-クライマックス | 100    | 2:55:51.3           | 3        | 9 1      |
| 2       | 50  | トニー・ブルックス                 | フェラーリ              | 100    | + 20.4              | 4        | 6        |
| 3       | 32  | モーリス・トランティニアン         | クーパー-クライマックス | 98     | + 2 Laps            | 6        | 4        |
| 4       | 48  | フィル・ヒル                       | フェラーリ              | 97     | + 3 Laps            | 5        | 3        |
| 5       | 22  | ブルース・マクラーレン             | クーパー-クライマックス | 96     | + 4 Laps            | 13       | 2        |
| 6       | 38  | ロイ・サルヴァドーリ               | クーパー-マセラティ     | 83     | + 17 Laps           | 8        |          |
| Ret     | 30  | スターリング・モス                 | クーパー-クライマックス | 81     | トランスミッション  | 1        |          |
| Ret     | 20  | ロン・フロックハート               | BRM                     | 64     | スピンオフ          | 10       |          |
| Ret     | 16  | ハリー・シェル                     | BRM                     | 48     | アクシデント        | 9        |          |
| Ret     | 18  | ヨアキム・ボニエ                   | BRM                     | 44     | ブレーキ            | 7        |          |
| Ret     | 46  | ジャン・ベーラ                     | フェラーリ              | 24     | エンジン            | 2        |          |
| Ret     | 40  | グラハム・ヒル                     | ロータス-クライマックス | 21     | 出火                | 14       |          |
| Ret     | 26  | マステン・グレゴリー               | クーパー-クライマックス | 6      | ギアボックス        | 11       |          |
| Ret     | 6   | ヴォルフガング・フォン・トリップス | ポルシェ                | 1      | 接触                | 12       |          |
| Ret     | 52  | クリフ・アリソン                   | フェラーリ              | 1      | 接触                | 15       |          |
| Ret     | 44  | ブルース・ハルフォード             | ロータス-クライマックス | 1      | 接触                | 16       |          |
| DNQ     | 34  | アイヴァー・ビューブ               | クーパー-クライマックス |        | 予選不通過          |          |          |
| DNQ     | 54  | ジョルジオ・スカルラッティ         | マセラティ              |        | 予選不通過          |          |          |
| DNQ     | 12  | アラン・ド・シャニュイ             | クーパー-クライマックス |        | 予選不通過          |          |          |
| DNQ     | 10  | ルシアン・ビアンキ                 | クーパー-クライマックス |        | 予選不通過          |          |          |
| DNQ     | 4   | マリア・テレーザ・デ・フィリッピス | ポルシェ                |        | 予選不通過          |          |          |
| DNQ     | 42  | ピート・ラヴリー                   | ロータス-クライマックス |        | 予選不通過          |          |          |
| DNQ     | 14  | ジャン・ルシアンボネ               | クーパー-クライマックス |        | 予選不通過          |          |          |
| DNQ     | 56  | アンドレ・テスツー                 | マセラティ              |        | 予選不通過          |          |          |
| ソース: |     |                                    |                         |        |                     |          |          |

追記
- ^1 - ファステストラップの1点を含む

## 第1戦終了時点のランキング
| 順位 | ドライバー                 | ポイント |
| ---- | -------------------------- | -------- |
| 1    | ジャック・ブラバム         | 9        |
| 2    | トニー・ブルックス         | 6        |
| 3    | モーリス・トランティニアン | 4        |
| 4    | フィル・ヒル               | 3        |
| 5    | ブルース・マクラーレン     | 2        |

| 順位 | コンストラクター        | ポイント |
| ---- | ----------------------- | -------- |
| 1    | クーパー-クライマックス | 8        |
| 2    | フェラーリ              | 6        |

- 注:  トップ5のみ表示。ベスト5戦のみがカウントされる。